# Marcus Petronius Sura Mamertinus
Marcus Petronius Sura Mamertinus († 190/192) war ein römischer Politiker, Senator und Schwiegersohn des Kaisers Mark Aurel.
Mamertinus war vielleicht italischer, möglicherweise auch afrikanischer Herkunft. Sein Vater Marcus Petronius Mamertinus war im Jahr 150 Konsul. Im Jahr 182 wurde Mamertinus ordentlicher Konsul. Er war mit Cornificia, einer Tochter des Kaisers Mark Aurel, verheiratet. Zwischen 190 und 192 wurde er auf Befehl des Commodus zusammen mit seinem Sohn Petronius Antoninus und seinem Bruder Marcus Petronius Sura Septimianus hingerichtet.